# Трайко Браянов
Трайко Браянов, известен от български източници само като Браян (на гръцки: Τραϊανός (Τράικος) Μπραγιάννης, Трайкос (Траянос) Браянис), е ренегат от Вътрешната македоно-одринска революционна организация, станал гъркомански андартски капитан в Мариово.

## Биография
Трайко Браянов е роден в мариовското село Живово, тогава в Османската империя. Присъединява се към ВМОРО като подвойвода на четата на Стоян Цицов (Цицо) в Мариово. Участва в Илинденско-Преображенското въстание, а през 1904 година е амнистиран от турските власти. В 1907 година при настъплението на гръцките чети (на Павле Илиев, Симо Стоянов, Петър Христов, Георгиос Воланис, Василиос Папас, Георгиос Кондилис) към Мариово Цицо и Браян минават на гръцка страна. През март заедно със Стефос Григориу Цицо и Браян заминават за Атина, където получават инструкции от Стефанос Драгумис. През август през Олимп, Негуш, Каракамен и Нидже тримата се връщат в Мариово.
Под техен контрол остават селата Върбско, Живово, Витолище, Полчище, Бешище и Манастир, като противопоставилите им се местни ръководители на ВМОРО са избити. Браян действа в Северно Мариово - района на Бещище-Полчище. През 1907 година Стоян Цицов и Браян искат среща с четата на Иван Смичков, но сами не се отзовават на нея.
На 8 февруари съединените гръцки чети на Браян, Цицо, Григориу, Андонис Зоис и Петър Сугарев са обградени от силни османски военни части. На помощ им идват четите на Павлос Нерандзис (Пердикас), Емануил Кацигарис, Евангелос Николудис и Панайотис Героянис, както и милиция от Градешница. В сражението загиват 6 четници и много турци.
Марко Христов от Витолище и Трайко Зойката убиват четниците на Цицов Васил и Мерко, а Стале Чашулков от Полчище освобождават. В Полчище и Бешище Мариовската чета на ВМОРО убива брата на Браян и Петър Севдикьов, в отговор андартите нападат селяните от Витолище, но четата им приготвя засада, в която убива още няколко андарти.
В района на Стоян Цицов идва на помощ Константинос Гутас (капитан Гуда) с четата си, но е елиминиран от мариовската чета между Живово и Връбско. В сражението участват и четници на Стоян Цицов. По-късно андартска чета е разбита от Васил Балевски в Полчище.
Към 1912 година Стоян Цицов и Браян ръководят две андартски чети в Мариово.